# 派恩里弗 (明尼蘇達州)
派恩里弗（英語：Pine River）是一個位於美國明尼蘇達州卡斯縣的城市。

## 人口
根據2020年美國人口普查的數據，派恩里弗的面積為3.17平方千米，當中陸地面積為3.10平方千米，而水域面積為0.07平方千米。當地共有人口911人，而人口密度為每平方千米287人。